# Том Вілкенс
Том Вілкенс (англ. Tom Wilkens, 25 листопада 1975) — американський плавець.
Призер Олімпійських Ігор 2000 року.
Чемпіон світу з водних видів спорту 2002 року.
Переможець Пантихоокеанського чемпіонату з плавання 1999 року, призер 1997, 2002 років.
Переможець літньої Універсіади 1995 року.